# Нелипац II
Нелипац II Нелипчић (умро 1344) је био хрватски великаш из породице Нелипчића. Управљао је Книном и Цетинском кнежином до своје смрти.

## Биографија
Нелипац II је био син Јурја Нелипчића. Имао је брата Изана II од кога је потекла споредна грана породице. Константин, Изанов син, био је Нелипчев савезник у борби против Млетачке републике. Нелипац II је био ожењен крбавском кнегињом Владиславом Курјаковић, са којом је имао сина Ивана. Нелипац је најпре владао као вазал Младена II Шубића. Међутим, године 1322. организована је коалиција против породице Шубић, на чије чело је стао угарски краљ Карло Роберт. Нелипац је прешао на страну краља и учествовао у Младеновом поразу код Блиске. Након тога почиње успон породице Нелипчић. Нелипац је учествовао у сузбијању отпора краљу Карлу. Он је нанео пораз 1326. године Јурју II Шубићу код извора Крке. Владислава се није успела одржати након Нелипчеве смрти, те већину његових територија прелази под власт Лајоша I Анжујског.